# メテリツァ (路面電車車両)
メテリツァ（ロシア語: Метелица、英語: Metelitsa）は、ベラルーシのシュタッドラー・ミンスクが展開する路面電車車両。車内全体が低床構造となっている超低床電車である。

## 概要
シュタッドラー・ミンスク（Stadler Minsk）は、ベラルーシの首都・ミンスク近郊にあるファニパルに工場を有する鉄道車両メーカーで、シュタッドラー・レールの子会社として地元の輸送用機器メーカーのベルコムンマッシュとの共同出資で設立された合資会社である。2013年に操業を開始して以降、ロシア連邦やベラルーシを始めとした旧ソ連諸国（CIS諸国）を中心に鉄道車両を展開しているが、その中で各都市の路面電車用に開発された連接車が"メテリツァ"である。
シュタッドラー・レールがヨーロッパ諸国を中心に展開する路面電車車両・タンゴを基に旧ソ連諸国に適した設計が行われており、-40℃から40℃まで幅広い気温に対応する。また外板に軽量アルミニウムを用いる事で耐腐食性も向上している。動力台車には軸ばねと枕ばねが搭載されており、状態が悪い軌道でも安定した走行や脱線事故の軽減が図られる他、2台の誘導電動機を備えた動力台車が設置され、IGBT素子によるVVVFインバータ制御に対応する。
編成は最短2車体、最長7車体まで組成可能である他、線形条件に応じて片運転台・両運転台双方に対応する事が出来る。また、運転台を含む先頭部分は安全規格のEN 15227を満たした構造となっている。車内は段差がない100 %低床構造で、動力台車が存在する箇所には傾斜が設けられている。

## 運用

### ミンスク
2014年に試作された最初の車両はベラルーシやロシア連邦各地の都市でデモンストレーション走行が実施された後、2019年以降はベラルーシの首都・ミンスクの路面電車であるミンスク市電で営業運転に用いられている。B85300M（Б85300М）と言う形式名を持つこの車両は両側に運転台がある3車体連接車で、中間車体が他都市に導入された車両よりも短く乗降扉も設置されていないのが特徴である。シュタッドラー・ミンスクでは片運転台の同型形式であるB853（Б853）も発表しているが、2020年の時点で導入例は存在せず、製造も行われていない。
ミンスク市電を運営するミンスクトランス（КУП «Минсктранс»）では今後の路線延伸や旧型車両の置き換え用の新型電車の導入が計画されており、"メテリツァ"の導入を狙うシュタッドラー・ミンスクも入札に参加する事を表明している。

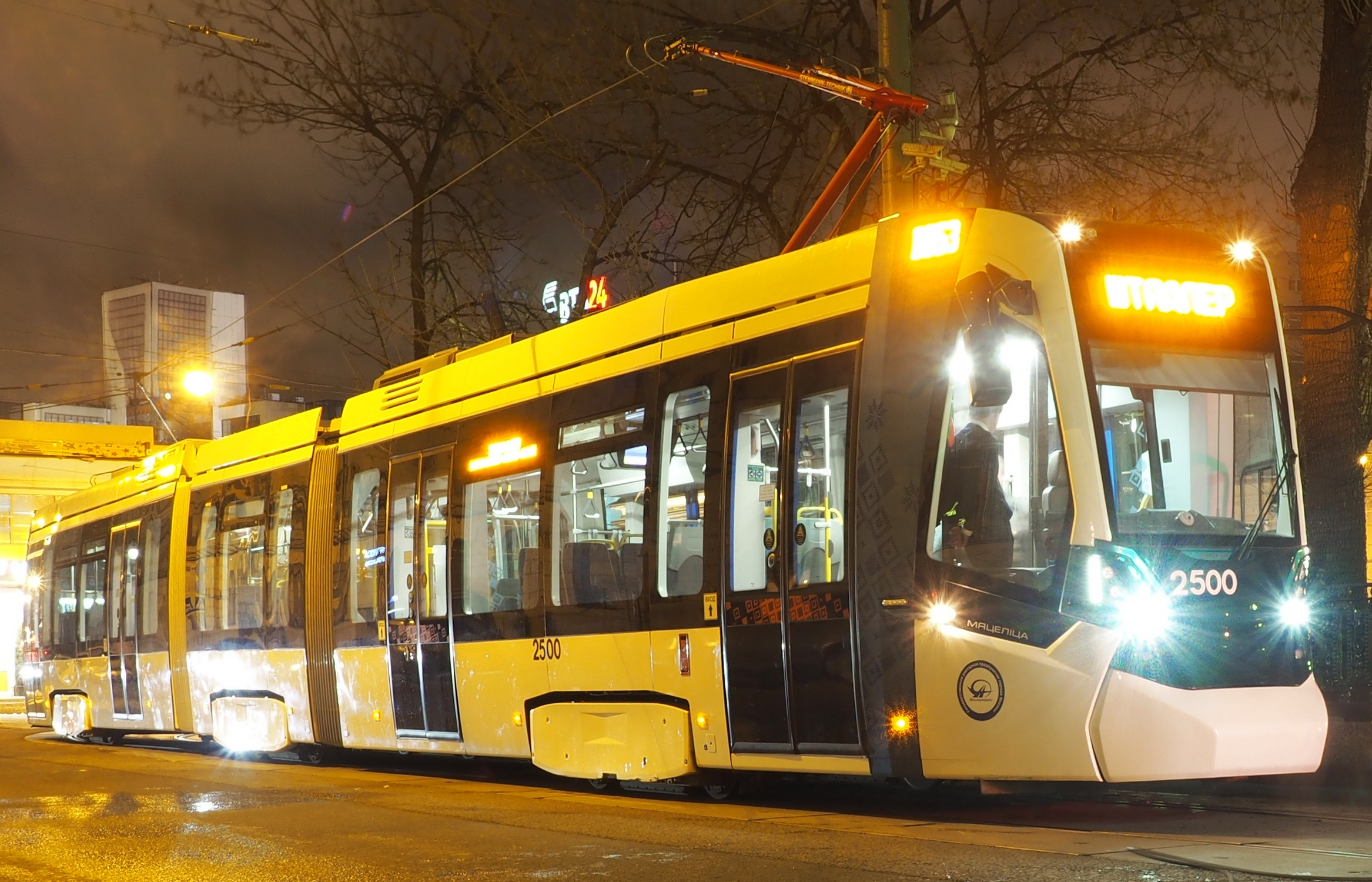
モスクワでの試験走行（2015年撮影）
- サマーラでの試験走行（動画、2016年撮影）

| 形式名  | 製造年       | 総数         | 軌間                 | 架線電圧          | 編成              | 運転台       | 軸配置   | 備考・参考  |
| ------- | ------------ | ------------ | -------------------- | ----------------- | ----------------- | ------------ | -------- | ----------- |
| B85300M | 2014         | 1両          | 1,524mm              | 直流400-720V      | 3車体連接車       | 両運転台     | Bo'2'Bo' | [ 2 ] [ 4 ] |
| B85300M | 全長         | 全幅         | 全高                 | 床面高さ          | 低床率            | 固定軸距     | 重量     | [ 2 ] [ 4 ] |
| B85300M | 26,715mm     | 2,500mm      | 3,600mm (集電装置含) | 370mm             | 100%              | 1,800mm      | 37.7t    | [ 2 ] [ 4 ] |
| B85300M | 運転最高速度 | 設計最高速度 | 着席定員             | 定員              | 定員              | 主電動機出力 | 出力     | [ 2 ] [ 4 ] |
| B85300M | 運転最高速度 | 設計最高速度 | 着席定員             | 乗客密度 5人/m2時 | 乗客密度 8人/m2時 | 主電動機出力 | 出力     | [ 2 ] [ 4 ] |
| B85300M | 60km/h       | 80km/h       | 58人                 | 181人             | 254人             | 105kw        | 420kw    | [ 2 ] [ 4 ] |

### サンクトペテルブルク

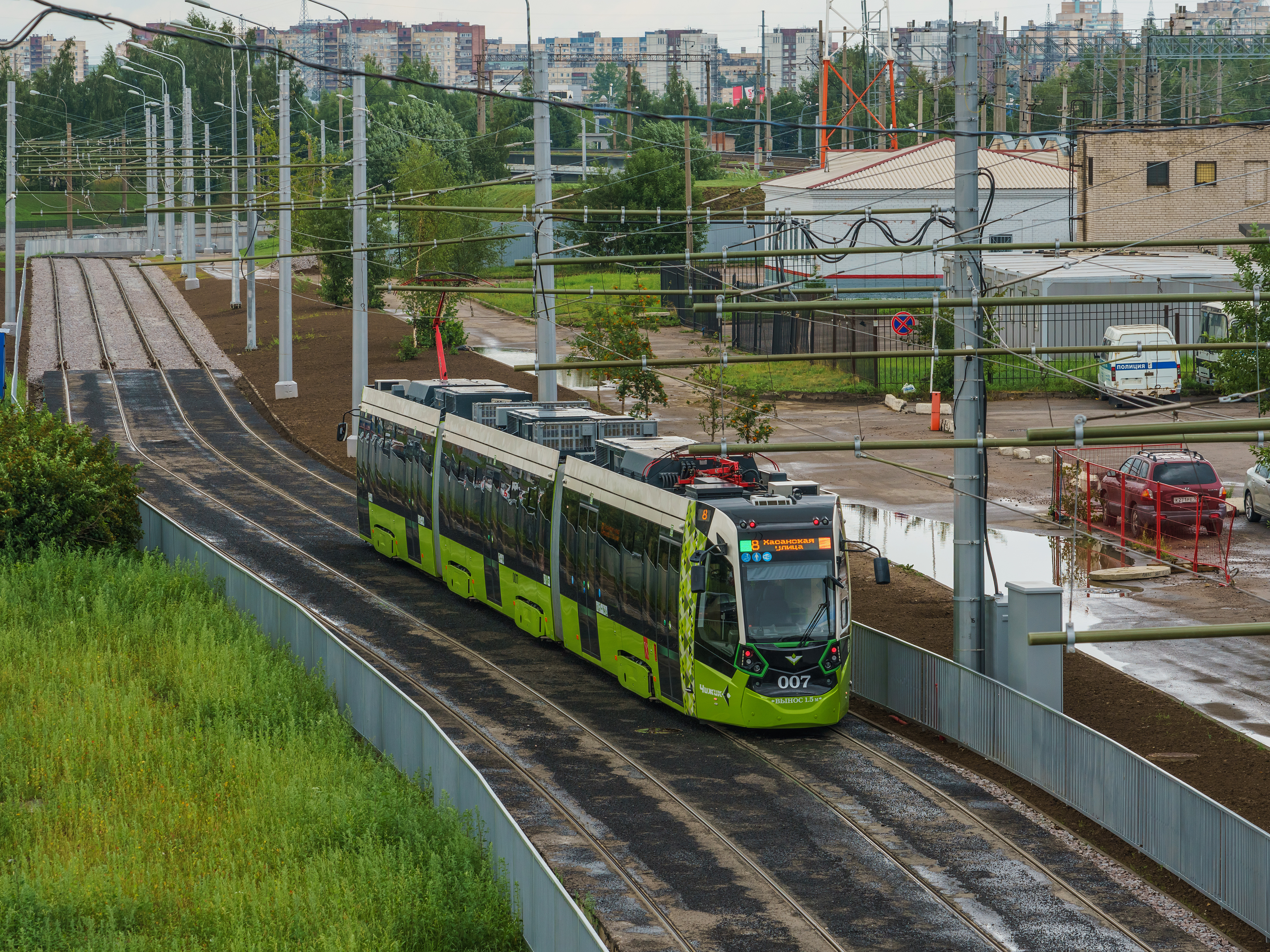
"チジク"の路線網で使用されている"メテリツァ"（2018年撮影）

ロシア連邦の大都市・サンクトペテルブルクでは、それまで公営企業によって運営されていた路面電車路線（サンクトペテルブルク市電）の一部を民間のコンソーシアムに委託する事で、近代化や利用の促進を図っている。その最初の事例として2018年から営業運転を開始したチジク（Чижик）では、開業に先立つ2016年4月に発注が行われ、2017年から3次に渡って製造が実施された"メテリツァ"が使用されている。B85600Mという形式名を持つこれらの車両は試作車（85300M）と同様に両運転台だが、中間車体の長さが延長され台車も全て動力台車となっている。
当初の発注両数は23両だが、今後も列車本数増加に応じて増備が行われる計画がある。また、シュタッドラーは開通後5年間の車両メンテナンスに関する契約も交わしている。
| 形式名  | 製造年   | 総数    | 軌間                 | 架線電圧          | 編成              | 運転台       | 軸配置       | 備考・参考  |
| ------- | -------- | ------- | -------------------- | ----------------- | ----------------- | ------------ | ------------ | ----------- |
| B85600M | 2017-18  | 23両    | 1,524mm              | 直流400-720V      | 3車体連接車       | 両運転台     | Bo'Bo'Bo'Bo' | [ 1 ] [ 3 ] |
| B85600M | 全長     | 全幅    | 全高                 | 低床率            | 車輪径            | 固定軸距     | 扉幅         | [ 1 ] [ 3 ] |
| B85600M | 33,450mm | 2,500mm | 3,570mm (集電装置含) | 100%              | 610mm             | 1,800mm      | 1,300mm      | [ 1 ] [ 3 ] |
| B85600M | 最高速度 | 加速度  | 着席定員             | 定員              | 定員              | 主電動機出力 | 出力         | [ 1 ] [ 3 ] |
| B85600M | 最高速度 | 加速度  | 着席定員             | 乗客密度 4人/m2時 | 乗客密度 8人/m2時 | 主電動機出力 | 出力         | [ 1 ] [ 3 ] |
| B85600M | 75km/h   | 1.5m/s2 | 66人                 | 256人             | 376人             | 70kw         | 560kw        | [ 1 ] [ 3 ] |

### コチャバンバ

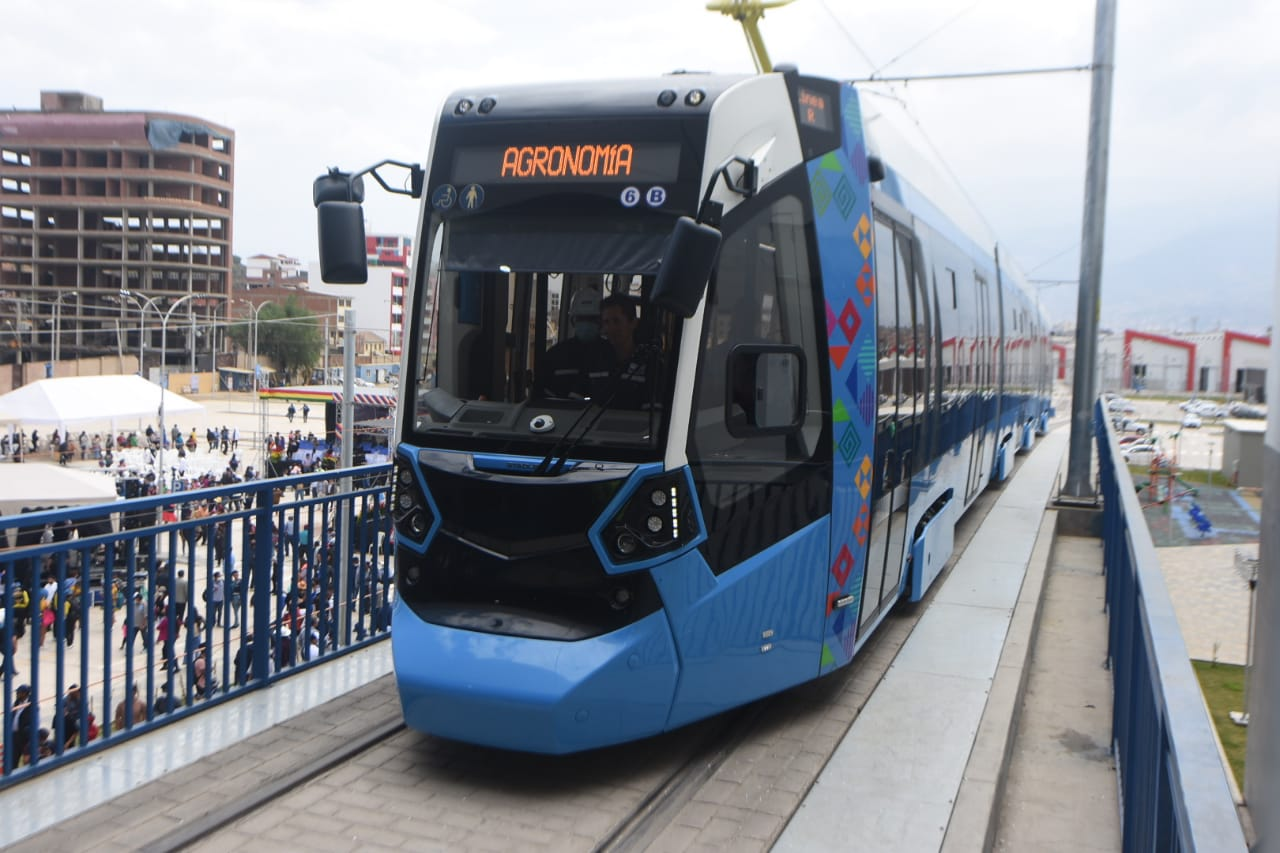
B85601M

南アメリカ・ボリビア第三の都市であるコチャバンバ県では、各自治体を結ぶライトレールのMi Trenが2020年から運行を開始する事になっている。これに合わせて、Mi Trenの建設・運行を担当するスペインとスイスの企業による合資会社のトゥナリ（Asociación Accidental Tunari）は、2018年2月に12両のメテリツァを導入する契約をシュタッドラー・ミンスクとの間に交わした。B85601Mという形式名を有するこれらの車両は両運転台式の3車体連接車で、欧州基準の車体強度を用いた設計が行われている。
生産は2019年から始まっており、Mi Trenの開通後3年間はシュタッドラー・レールによるメンテナンスを始めとした技術支援が行われる事になっている。
| 形式名  | 製造年       | 総数         | 軌間                 | 架線電圧          | 編成              | 運転台       | 軸配置     | 備考・参考  |
| ------- | ------------ | ------------ | -------------------- | ----------------- | ----------------- | ------------ | ---------- | ----------- |
| B85601M | 2019-        | 12両         | 1,435mm              | 直流525-900V      | 3車体連接車       | 両運転台     | Bo'2'2'Bo' | [ 5 ] [ 6 ] |
| B85601M | 全長         | 全幅         | 全高                 | 床面高さ          | 低床率            | 重量         | 軸重       | [ 5 ] [ 6 ] |
| B85601M | 33,760mm     | 2,500mm      | 3,600mm (集電装置含) | 350mm             | 100%              | 46.5t        | 10.0t      | [ 5 ] [ 6 ] |
| B85601M | 運転最高速度 | 設計最高速度 | 着席定員             | 定員              | 定員              | 主電動機出力 | 出力       | [ 5 ] [ 6 ] |
| B85601M | 運転最高速度 | 設計最高速度 | 着席定員             | 乗客密度 4人/m2時 | 乗客密度 8人/m2時 | 主電動機出力 | 出力       | [ 5 ] [ 6 ] |
| B85601M | 60km/h       | 80km/h       | 66人                 | 221人             | 376人             | 105kw        | 420kw      | [ 5 ] [ 6 ] |